# Бойко Віталій Васильович
Віта́лій Васи́льович Бо́йко (нар. 24 липня 1973, Київ — пом. 27 липня 2014, смт Георгіївка, Лутугинський район, Луганська область) — український військовик, вояк батальйону «Айдар» Збройних сил України. Кавалер ордена «За мужність» ІІІ ступеня.

## Життєпис
Віталій Бойко народився 24 липня 1973 року в місті Києві, мешкав у Голосіївському районі, навчався в еколого-природничому ліцеї № 116, згодом працював водієм корпорації «Укрінмаш». Активний учасник Революції гідності на Майдані Незалежності. З перших днів брав участь у проведенні антитерористичної операції на сході України.

## Обставини загибелі
Загін бійців «Айдару» потрапив у засідку й зазнав значних втрат. Серед загиблих був і Віталій Бойко. Разом з Віталієм загинули підполковник Сергій Коврига, старший лейтенант Ігор Римар, старший сержант Сергій Шостак, старший солдат Іван Куліш, солдат Микола Личак, солдат Алієв Іолчу Афі-Огли, солдат Станіслав Менюк, солдат Орест Квач, солдат Михайло Вербовий, солдат Олександр Давидчук та солдат Ілько Василаш.
Протягом доби підрозділи батальйону «Айдар» брали участь у трьох різних операціях під Луганськом — Лутугине, Успенка та Георгіївка. У кожній із груп були втрати. Всього батальйон втратив тоді загиблими 12 бійців.

## Вшанування пам'яті
27 травня 2015 року в еколого-природничому ліцеї № 116 міста Києва було відкрито меморіальну дошку випускнику Віталію Бойку.

## Нагороди
За особисту мужність і героїзм, виявлені у захисті державного суверенітету та територіальної цілісності України, вірність військовій присязі під час російсько-української війни
- нагороджений орденом «За мужність» III ступеня (28 червня 2015, посмертно).[4]
- нагороджений відзнакою «За вірність присязі» (посмертно).
- нагороджений відзнакою батальну «Айдар» (посмертно).
- нагороджений відзнакою «За вірність народу України» (посмертно).
- нагороджений нагрудним знаком «За оборону Луганського аеропорту» (посмертно).
- нагороджений відзнакою від громади м. Києва «Киянин-Герой» (посмертно).